# Morganiet
Morganiet is een zachtroze, soms violet of ook een zalmkleurige berylsoort en is genoemd naar de Amerikaanse bankier en verzamelaar John Pierpont Morgan sr.

## Geschiedenis
Deze zeldzame variëteit van beryl is pas sinds 1911 onder zijn eigen naam bekend zoals gekleurde beryllen uit Rusland, die worden naar de Russische mineraloog V.J. Woroblev (Worobjeviet) genoemd.

## Ontstaan
Pegmatieten, alluviale afzettingen.

## Voorkomen
Morganiet is in de Verenigde Staten gevonden in de gebieden Ramona en Pala in Californië. Morganiet komt samen voor met verschillende soorten toermalijn-variëteiten. Morganiet wordt ook gevonden bij Norway in Maine. Belangrijke vindplaatsen bevinden zich in Brazilië vooral in de staat Minas Gerais. De stenen van Maharita zijn opvallend roze en van zeer goede kwaliteit. Er zijn ook geslepen stenen bekend met een gewicht van 500 karaat. Een beeldje van morganiet van 11cm x 6 cm is afkomstig uit een vindplaats uit Anjanabonoina. In de collectie van het Museum in Sint Petersburg bevinden zich zelfs een geslepen steen van 598,5 karaat en een ruwe morganiet uit Madagaskar van 5 kilogram. In het Smithsonian Institution in Washington D.C. bevinden zich facetgeslepen morganieten van 56 tot 287 karaat, en in het Royal Museum in Toronto een morganiet van 118,6 karaat, deze stenen zijn allemaal afkomstig uit Madagaskar of Brazilië. Andere vindplaatsen van morganiet zijn Mozambique, Zimbabwe, Namibië, China, Rusland (Oeral), Italië (Elba) en Kazachstan. De rode beryl met de naam byxbiet is afkomstig uit de vindplaats Wah Wah Mountain in de Verenigde Staten. De hieruit geslepen stenen zijn niet zwaarder dan 10 karaat.

## Bewerking
Facetslijpsel, cabochons, gesneden stenen.

## Vergelijkbare mineralen
Topaas, saffier, spinel, kunziet.

## Imitaties
Synthetische spinel, CZ, glas, synthetische morganiet.

## Determinatie
Hardheid, soortelijk gewicht, optisch.